# Las Campanas (Balancán)
Las Campanas es una localidad del municipio de Balancán ubicado en la subregión de los Ríos del estado mexicano de Tabasco.

## Geografía
La localidad se ubica a 19.1 kilómetros (en dirección noreste) de la localidad de Balancán de Domínguez, la cabecera y lugar más poblado del municipio. Se sitúa en las coordenadas geográficas 17°39′55″N 91°25′56″O / 17.665278, -91.432222, a una elevación de 32 metros sobre el nivel del mar.

## Demografía
Según el Conteo de Población y Vivienda 2020, efectuado por el Instituto Nacional de Estadística y Geografía, la localidad de Las Campanas tiene 21 habitantes, de los cuales 10 son del sexo masculino y 11 del sexo femenino. Su tasa de fecundidad es de 1.75 hijos por mujer y tiene 6 viviendas particulares habitadas.
| Gráfica de evolución demográfica de Las Campanas entre 1990 y 2020 |
|                                                                    |
| INEGI.                                                             |